# 波士堪谷奇案
《博斯科姆比溪谷謎案》是柯南·道爾所著的福爾摩斯探案的56個短篇故事之一，收錄於《福爾摩斯探案集之冒險史》中。

## 故事簡介
博斯科姆比溪谷疑似發生了一件逆子殺父的案件，疑兇的朋友愛麗絲·特納小姐邀請了福爾摩斯協助調查。福爾摩斯一到博斯科姆比溪谷就認為疑兇是無辜，福爾摩斯從案發現場的煙嘴、雪茄灰及足跡等，認為是特納納小姐的父親約翰·特納是兇手。特納小姐的父親約翰最終承認自己是兇手，目的是阻止對方不斷的苛索。